# 나탈리야 이바노바 (태권도 선수)
나탈리야 니콜라예브나 이바노바(러시아어: Ната́лья Никола́евна Ивано́ва, 1971년 9월 1일~)는 러시아의 여자 태권도 선수이다. 1997년에 홍콩에서 열린 세계 선수권 대회 헤비급에서 은메달을 획득하였으며, 2000년에 오스트레일리아 시드니에서 열린 하계 올림픽에서 +67kg급에 출전하여 은메달을 획득했다.

## 생애
이르쿠츠크주의 우솔레시비르스코예 군 출신으로 어릴 때부터 중앙 육군 스포츠 클럽의 태권도팀에서 훈련을 받았다. 1994년에 러시아 태권도 국가대표로 발탁되어 그 해에 크로아티아의 자그레브에서 열린 유럽 선수권 대회에 참가하여 -70kg 체급에 출전하였으며, 첫 대결 상대인 덴마크의 메테 네슘에게 패하여 탈락하였다. 1995년에 필리핀 마닐라에서 열린 세계 선수권 대회에 참가하여 키르기스스탄의 나탈리야 클리몹스카야를 꺾었으며 다음 상대인 대한민국의 정명숙에게 패하여 탈락했다. 1996년에 브라질의 리우데자네이루에서 열린 태권도 월드컵에서는 미국의 크리스티나 베일리를 누르고 동메달을 획득하였다. 같은 해에 러시아 상트페테르부르크에서 열린 세계 학생 선수권 대회에서도 벨기에의 로랑스 라스를 누르고 동메달을 획득했다. 이후 핀란드의 헬싱키에서 열린 1996 유럽 선수권 대회에 러시아 국가대표로 참가하여 크로아티아의 나타샤 베즈마르, 유고슬라비아의 두브라브카 보스코브, 독일의 베티나 히프를 차례로 누르고 금메달을 획득했다. 이후 크로아티아 풀라에서 열린 세계 군인 선수권 대회에서 크로아티아의 베즈마르를 꺾고 우승했다.
1997년에는 이집트 카이로에서 열린 월드컵에 참가하여 오스트레일리아의 타냐 화이트, 이탈리아의 다니엘라 카스트리냐노, 스페인의 산드라 마르틴을 격파하고 결승에 진출했으며, 결승전에서 대한민국의 정명숙에게 패하여 은메달을 획득했다. 이후 이탈리아 아리차에서 열린 세계 군인 선수권 대회에서 크로아티아의 야스민카 이브라히모비치를 누르고 대회 2연패를 달성했다. 같은 해에 홍콩에서 열린 세계 선수권 대회에 러시아 국가대표로 참가하여 헤비급(+70kg) 종목에 출전, 벨기에의 라스, 몽골의 오트곤첸딘 호롤잔, 중화 타이베이의 주멍전을 격파하고 결승에 진출했다. 이바노바는 결승전에서 대한민국의 정명숙에게 패하여 은메달을 획득했다.
1998년에는 독일 진델핑겐에서 열린 월드컵에 출전했으나 첫 상대인 주멍전에게 패해 탈락했다. 같은 해에 네덜란드의 에인트호번에서 열린 유럽 선수권 대회에 러시아 국가대표로 참가하여 벨기에의 마르가레트 라스, 핀란드의 베라 리우코넨, 크로아티아의 이바 가베즈, 그리스의 아이카테리나 바시를 꺾고 우승했다. 이듬해인 1999년에는 캐나다의 에드먼턴에서 열린 세계 선수권 대회에 참가하여 그리스의 엘리사베트 미스타키두를 꺾었으나 다음 상대인 이보네 라야나에게 패해 탈락했다.
2000년에는 태권도가 처음으로 올림픽 정식 종목으로 채택된 오스트레일리아의 시드니에서 열린 하계 올림픽에 참가하였다. +67kg급에 출전하여 캐나다의 도미니크 보사르, 크로아티아의 베즈마르를 격파하고 결승전에 올랐으며, 결승전에서 중화인민공화국의 천중에게 3-8로 패하여 은메달을 획득하였다. 이는 러시아가 올림픽 태권도에서 획득한 최초의 메달이다.
올림픽 이후에는 대한민국 제주시에서 열린 2001년 세계 선수권 대회에 참가하였으며 과테말라의 리히아 코바르, 오스트레일리아의 제인 웨스트를 꺾었으나 다음 상대인 그리스의 미스타키두에게 패하여 10위에 머물렀다. 이듬해인 2002년에는 터키의 삼순에서 열린 2002년 유럽 선수권 대회에 참가하여 독일의 마델라이네 피셔, 터키의 귈레르 겐즈튀르콜루, 영국의 세라 스티븐슨을 누르고 우승하였다. 같은 해에 일본 도쿄에서 열린 월드컵에서도 브라질의 마리아니 오르망, 벨라루스의 알레샤 차르냐우스카야, 중화 타이베이의 양원천, 스페인의 이오스 아르코스를 누르고 우승했다. 이후 미국 텍사스주의 포트후드에서 열린 2002년 세계 군인 선수권 대회에서 중화인민공화국의 궈샤오성과 벨라루스의 차르냐우스카야를 누르고 우승했다. 이듬 해인 2003년에 독일의 가르미슈파르텐키르헨에서 열린 세계 선수권 대회에 참가하였으나 스페인의 아르코스에게 패하여 탈락했고, 그 해에 열린 2004년 아테네 올림픽 예선에서 탈락한 후 은퇴했다.
이바노바는 이르쿠츠크 주립 사범 대학교에서 러시아어를 전공했다.